# Yu-Gi-Oh! ZEXAL
Yu-Gi-Oh! ZEXAL es la cuarta serie de la franquicia Yu-Gi-Oh!, sucesora de Yu-Gi-Oh! 5D's y antecesora de Yu-Gi-Oh! ARC-V.
El anime salió al aire el 11 de abril de 2011 a las 7:30 PM en TV Tokyo. Este introduce la mecánica de los monstruos Xyz y la invocación de los mismos.
El 7 de octubre de 2012 TV Tokyo comenzó a emitir una secuela de este anime, llamada Yu-Gi-Oh! ZEXAL II.

## Argumento

### Yu-Gi-Oh! ZEXAL
Ambientada en el futuro, en la Ciudad de Heartland, la historia se centra en Yuma Tsukumo, un joven duelista que pretende convertirse en el campeón de Duelo de Monstruos. Un día, durante un duelo con otro joven apodado Shark, un espíritu misterioso llamado Astral le ayuda a ganar. El espíritu le explica a Yuma que está tratando de recuperar su memoria perdida, transformada en 99 monstruos Xyz llamados Numbers (Números). Estos tienen el poder de tomar el control del duelista que los utiliza y pone en evidencia su lado oscuro. Para recuperar los 99 Numbers, Astral y Yuma tienen que formar un equipo y, después de reunirse con el Cazador de Números Kite Tenjo, tienen la capacidad de fusionarse a través del poder de ZEXAL. Después de participar en el World Duel Carnival, Yuma se enfrenta a diversos adversarios, incluyendo a Vetrix y al Dr. Faker.

### Yu-Gi-Oh! ZEXAL II
Después del World Duel Carnival, la paz vuelve. Pero nuevos enemigos aparecen, los Barian, quienes poseen cartas Número con cifras superiores a 100. Son comandados por los denominados "Siete Emperadores Barian": Vector, Dumon, Mizar, Girag, Alito, Nash y Marin.

## Personajes

### Personajes principales
- Yuma Tsukumo

Es el protagonista principal. Es alegre y enérgico, subestimado en la escuela y en los duelos, pero siempre acepta cada desafío y nunca se da por vencido. En la versión japonesa, este comportamiento lo llama "kattobingu". Su sueño es convertirse en el campeón de Duelo de Monstruos. Él lleva una llave dorada que le regaló su padre, la cual abre la puerta a la Dimensión Astral, en la cual se encuentra Astral. Yuma vive con su hermana mayor Akari y su abuela Haru; usa un Deck que le regaló su padre, a pesar de que su familia se opuso a su participación en los duelos. Su carta más importante es Número 39: Utopía, dado por Astral, que más tarde se convierte en Número C39: Rayo Utopía. Con el tiempo, Yuma comienza a tener más control sobre su Deck y se las arregla para ganar los duelos.
Seiyū: Tasuku Hatanaka
- Astral

Astral es un ser humanoide de color azul que ha perdido su memoria y ésta se ha dispersado dentro de las cartas de los monstruos Número. Su memoria está contenida dentro de la llave dorada que lleva Yuma al cuello. Astral está junto a Yuma en todos sus duelos (similar a la primera serie de Yu-Gi-Oh! en la que Yugi Muto y el faraón Atem se juntaban para realizar un duelo) y le da consejos para que Yuma aproveche al máximo los efectos de sus cartas. Cada vez que Yuma vence en un duelo a otro duelista que contiene un monstruo Número, Astral obtiene la carta y adquiere el recuerdo contenido dentro de la carta.
Seiyū: Miyu Irino
- Ryoga "Shark" Kamishiro

Shark es un duelista de élite. En el primer capítulo, vence a Bronk, el amigo de Yuma; y le quita su Deck. Yuma le reta un duelo para recuperar el Deck de su amigo. Durante el duelo, a Shark le domina el monstruo Número 17: Dragón Leviatán. Con la ayuda de Astral y la carta Número 39: Utopía, Yuma logra vencerle. Tras perder contra Yuma, Shark abandona los duelos y se une a un grupo de delincuentes. Cuando Yuma le encuentra, se empeña en hacerle entrar en razón, y para eso decide retarle en un duelo. En su duelo, Yuma decide no utilizar la ayuda de Astral ni de ninguno de los Números y a cambio apuesta su preciado colgante. De todas formas, Shark gana a pesar de que Yuma usa sus Números finalmente. Shark toma el colgante de Yuma, pero después lo tira tras de sí, diciéndole a Yuma que no lo molestara más. Después, Shark llega al lugar donde están sus compañeros, los delincuentes. Escucha que planean asaltar el museo de Heartland con el fin de robar un preciado Deck. Shark se sorprende y es descubierto siendo obligado a ir. Ya en el lugar, Yuma se atraviesa en su camino diciéndole que no permitiría hacer eso. Shark le dice que no se meta en sus asuntos pero Yuma insiste en que considera a Shark su amigo, dejando pensándolo que está loco. Comienza un duelo Tag 2 contra 2, Ryoga pasándose al lado de Yuma. En el duelo, Yuma y Shark se dan cuenta de que los dos adversarios traen consigo Monstruos Número, reduciendo sus Life Points. Yuma trata de defender a Shark con lo que lo deja impresionado de sobremanera, así que Shark trata de hacer lo mismo. Yuma y Shark salen victoriosos y Shark se despide de Yuma con una sonrisa.
A Shark no se le vuelve a ver sino hasta el capítulo 22, en donde sale de un aula de clases de la escuela intermedia de Heartland viendo correr a Yuma y llamándolo idiota. En eso, el profesor de matemáticas de Yuma se le atraviesa, diciéndole que Yuma tiene un poder comparado con el sol. Después se le mira a Shark en una azotea pensando sobre lo que dijo el profesor, pero aún no tiene en claro sus pensamientos.
Shark observa cómo Orbital 7 trata de robar la Llave del Emperador de Yuma, así que lo detiene dándole un golpe haciendo que este se enojara y tratara de atacarlo.fo Artunadamente, llega Kite Tenjo y lo detiene. Kaito le dice que quiere ese colgante, pero Shark no piensa dárselo afirmando que él tenía una Carta Número, haciendo intrigar a Kaito y comenzando un nuevo duelo. Shark trata de vencer a Kaito y proteger la Llave del Emperador, pero al final es vencido por Kaito y este le roba el alma percatándose de que no tenía ningún Número. Más tarde su alma es devuelta. Aunque más tarde obtiene el Número 32: Draco Tiburón. En la versión de 4Kids Entertainment se llama Reginald Kastle.
Seiyū: Toshiki Masuda
- Kaito Tenjo

Es uno de los principales antagonistas durante la primera parte de la serie. Fue un cazador de Números porque quería ayudar a su enfermo hermano Haruto. Con la ayuda de su robot Orbital 7, puede detener el tiempo para todo el mundo, excepto para los poseedores de monstruos Número. A diferencia de Astral, cada vez que tomaba un monstruo Número del adversario, también tomaba una parte del alma del mismo. Él usa un deck Fotónico, y su carta más importante es Dragón Fotónico de Ojos Galácticos, que más tarde se convierte en Neo Dragón Fotónico de Ojos Galácticos. Después se rebeló contra el Dr. Faker y se une con Yuma y sus amigos. En la versión de 4Kids Entertainment se llama Kite Tenjo.
Seiyū: Kōki Uchiyama

### Personajes secundarios
- Anna Kaboom

Es una chica de pelo rojizo, y de camisa de color rosado y blanco, que llega por la cintura, Su pantalón es de color negro y sus botas son del mismos color que su camisa.
Seiyū: Rei Mochizuki
- Kotori Mizuki

Kotori es la fiel amiga de Yuma. En algunos capítulos demuestra sentir atracción por él, además de celos hacia otros personajes femeninos que hablan con Yuma. Ella actúa como su madre pero solo por preocupación a que algo malo le pase. En la versión de 4Kids Entertainment se llama Tori Meadows.
Seiyū: Mikako Komatsu
- Tetsuo Takeda

Tetsuo es junto a Kotori uno de los mejores amigos de Yuma desde la infancia y afirma respetarlo por el hecho de que nunca se rinde. En la versión de 4Kids Entertainment se llama Bronk Stone.
Seiyū: Makoto Shimada
- Haruto Tenjo

Es el hermano menor de Kaito. Haruto puede crear rutas de acceso a otras realidades y usa su habilidad para atacar al Mundo Astral con la basura de Heartland. Cuando es raptado por Tron, este roba la mayor parte de su poder, y el resto se la da a Kaito para poder invocar a Neo Dragón Fotónico de Ojos Galácticos. Después se rebeló contra el Dr. Faker y se une con Yuma y sus amigos. En la versión de 4KidsTV se llama Hart Tenjo.
Seiyū: Yūko Sanpei
- Rio Kamishiro

Es la hermana gemela de Shark. Por un tiempo, estuvo hospitalizada debido a un incendio provocado por una carta jugada en un duelo con IV. Con el tiempo se recupera y comienza a asistir a la escuela con Yuma y sus amigos. Rio es una chica tranquila, encantadora y con buena capacidad atlética. En la versión de 4Kids Entertainment se llama Rio Kastle.
Seiyū: Megumi Han
- Akari Tsukumo

Es la hermana mayor de Yuma. Trabaja desde casa como reportera y siempre está buscando una primicia. Es cinturón negro en karate y no quiere que Yuma tenga duelos porque se preocupa por su seguridad. Pero Yuma la convence para poder luchar contra el mal. En la versión de 4Kids Entertainment se llama Kari Tsukumo.
Seiyū: Nami Miyahara
- Haru Tsukumo

Es la abuela de Yuma y Akari y la madre de Kazuma. Es de carácter amable, sin embargo, es estricta en algunos temas.
Seiyū: Ikuko Tani
- Kazuma Tsukumo

Es el padre de Yuma y Akari. Se encontró con Astral durante una expedición en la que él y su esposa estaban atrapados en una tormenta de nieve. Este ser le dio una llave dorada. Kazuma le regaló la misma a Yuma cuando vio a su hijo llorando después de haber perdido un duelo. Según V, el padre de Yuma se perdió en el Mundo Astral después de haber sido traicionado por el Dr. Faker.
Seiyū: Ichiro Mikami

### Antagonistas
- Dr. Faker

Es un hombre malvado que quiere controlar todos los monstruos Número para destruir el Mundo Astral, y por eso organizó el World Duel Carnival. Es el padre de Haruto y Kaito Tenjo. Faker es muy protector con su hijo ya que está muy interesado en sus poderes.
Seiyū: Shinji Ogawa
- Sr. Heartland

Es el alcalde de Heartland y le indica a Kaito las órdenes que le da el Dr. Faker. Después de la rebelión de Gauche y Droite, se libera de Yuma.
Seiyū: Jūrōta Kosugi
- Gauche

Era la mano derecha del Sr. Heartland y dejó su lugar en el Comité de Dirección de duelos para participar en el World Duel Carnival para hacer frente a Yuma, pero este lo derrota. Su carta más importante es Campeón Heroico - Excalibur. En la versión de 4Kids Entertainment se llama Nistro.
Seiyū: Go Shinomiya
- Droite

Era la otra mano derecha del Sr. Heartland y también dejó su lugar en el Comité de Dirección de duelos para participar en el World Duel Carnival para hacer frente a Yuma. Droite está enamorada de Kaito; ella utiliza un Deck con monstruos mariposa. En la versión de 4KidsTV se llama Dextra.
Seiyū: Yumi Fukamizu
- Número 96: Niebla Oscura

Un Número mucho más poderoso que los otros, es capaz de pensar por sí solo. Intentó tomar el control de Astral para que cumpla con su deber: destruir la Tierra, pero este Número fue derrotado.
Seiyū: Miyu Irino

## Monstruos Xyz
Es un nuevo sistema que apareció en la cuarta saga de Yu-Gi-Oh! ZEXAL. Es una Invocación de monstruos del Deck Extra que consiste en combinar dos o más monstruos de igual Nivel para Invocar un Monstruo Xyz de un Rango del mismo Nivel que los monstruos que se utilizaron para la Invocación. Un ejemplo de ello es Número 39: Utopía, un monstruo de Rango 4, que puede Invocarse con Gogogo Golem de Nivel 4, y Caballero Ganbara de Nivel 4. Estos quedan debajo del Monstruo Xyz y son descartados al Cementerio para realizar el efecto del Monstruo Xyz. Estos monstruos no poseen Nivel, y en su lugar poseen Rango.

## Cartas Número
Estas fueron esparcidas cuando Astral fue liberado. Son 99 monstruos que pueden ser Invocados con el sistema de Xyz. En el anime, estos monstruos solo pueden ser destruidos por otros Monstruos Número, y sólo pueden ganarse mediante un duelo. Esto es lo que hace inevitable enfrentarse en un duelo para obtener un Número. Muchos piensan en la posibilidad de robar la carta a otro duelista, pero no se puede, ya que los Números sólo pueden ser usados por el humano que esté manipulado por el Número. Esto se demuestra en el duelo entre III y Shark, el cual Invoca un monstruo Número, y cambia su control a Shark, el cual se hace el nuevo poseedor del Número al ganar el duelo.

## Personal
Historia: Kazuki Takahashi y Studio Dice
- Director de guiones: Satoshi Kuwabara
- Supervisor de guiones: Shin Yoshida
- Diseño de Duelos: Masahiro Hikokubo
- Diseño de personajes: Hirotoshi Takaya

## Banda sonora

### Yu-Gi-Oh! ZEXAL
Opening 1 (japonés): Masutāpīsu
Intérprete: Mihimaru GT
Episodios: 001 - 025
Ending 1 (japonés): Boku Kuesuto
Intérprete: Golden Bomber
Episodios: 001 - 025
Opening 2 (japonés): BRAVING!
Intérprete: KANAN
Episodios: 026 - 049
Ending 2 (japonés): Setsubō no Furījia
Intérprete: DaizyStripper
Episodios: 026 - 049
Opening 3 (japonés): Tamashī Doraibu
Intérprete: Color Bottle
Episodios: 050 - 073
Ending 3 (japonés): Wild Child
Intérprete: Moumoon
Episodios: 050 - 073

### Yu-Gi-Oh! ZEXAL II
Opening 4: Unbreakable Heart (Orenai Hāto)
Intérprete: Takatori Hideaki
Episodios: 074 - 099
Ending 4 (japonés): Ātisuto
Intérprete: Vistlip
Episodios: 074 - 099
Opening 5: Dualism of Mirrors (Kagami no Dyuaru-izumu)
Intérprete: Petit Milady
Episodios: 099 - 123
Ending 5 (japonés): GO WAY GO WAY
Intérprete: FoZZtone
Episodios: 099 - 123
Opening 6: Wonder Wings
Intérprete: Diamond Yukai
Episodios: 124 - 146
Ending 6 (japonés): Challenge the GAME
Intérprete: REDMAN
Episodios: 124 - 146